# Liste der denkmalgeschützten Objekte im Okres Bratislava I/A–F
Die Liste der denkmalgeschützten Objekte im Okres Bratislava I/A–F enthält die nach slowakischen Denkmalschutzvorschriften geschützten Objekte im Stadtbezirk Okres Bratislava I, der den Stadtteil Staré Mesto der slowakischen Hauptstadt Bratislava umfasst, in den Straßen beginnend mit den Buchstaben A bis F.

## Denkmäler
| Foto |                 | Denkmal / č. ÚZPF                                     | Standort / Konskr. Nr.                                                                                          | Offizielle Beschreibung                                    | Beschreibung | Metadaten                                                                    |
| ---- | --------------- | ----------------------------------------------------- | --- | ---------------------------------------------------------- | --- | ---------------------------------------------------------------------------- |
| ja   | Datei hochladen | Wohnhaus(sk) ObjektID: 101-738/0                      | Americké nám. 1 (Májkova ul., Floriánske námestie, Odborárske námestie) KG: Staré Mesto Konskr.Nr.: 2844,102811 | schodiskový, solitér; Avion                                | Eine Art der Disposition eines Wohnhauses, mit mehreren Etagen und deren inneren Kommunikationen, welche sich in Richtung Treppenhaus konzentrieren, so dass einzelne Wohnungen direkt vom Podest zugänglich sind. Freistehendes Wohnhaus Avion auf dem Platz Americké námestie (Straße Májkova ulica, Platz Floriánske námestie, Platz Odborárske námestie). | č. NKP: 101-738/0 Stand des NKP: 2012-02-08 Name: DOM BYTOVÝ                 |
| ja   | Datei hochladen | Bürgerliches Gedenkhaus(sk) ObjektID: 101-1/0         | Baštová ul. 2 (Michalská 13) KG: Staré Mesto Konskr.Nr.: 346                                                    | sieňový, nárožný, radový, 1845-1917, hud. kritik, archivár | Bürgerliches Saal- und Gedenkhaus, Eck- und Reihenhaus in den Straßen Baštová ulica und Michalská ulica. | č. NKP: 101-1/0 Stand des NKP: 2012-02-08 Name: DOM MEŠTIANSKY PAMÄTNÝ       |
|      | Datei hochladen | Bürgerhaus(sk) ObjektID: 101-2/0                      | Baštová ul. 4 KG: Staré Mesto Konskr.Nr.: 347                                                                   | priechodový, radový, Hotel Michalská brána                 | Bürgerhaus mit Durchgang, Reihenhaus Hotel Michalská brána in der Straße Baštová ulica 4. | č. NKP: 101-2/0 Stand des NKP: 2012-02-08 Name: DOM MEŠTIANSKY               |
| ja   | Datei hochladen | Bürgerhaus(sk) ObjektID: 101-3/0                      | Baštová ul. 7 Standort KG: Staré Mesto Konskr.Nr.: 344                                                          | priechodový, radový Katov dom                              | Bürger- und Reihenhaus mit Durchgang Katov dom (deutsch Henkers Haus) in der Straße Baštová ulica 7. | č. NKP: 101-3/0 Stand des NKP: 2012-02-08 Name: DOM MEŠTIANSKY               |
| ja   | Datei hochladen | Bürgerhaus(sk) ObjektID: 101-11/0                     | Beblavého ul. 1 Standort KG: Staré Mesto Konskr.Nr.: 293                                                        | nárožný, Modrý dom (Blaues Haus)                           | Bürger- und Eckhaus Modrý dom (deutsch Blaues Haus) in der Straße Beblavého ulica 1. | č. NKP: 101-11/0 Stand des NKP: 2012-02-08 Name: DOM MEŠTIANSKY              |
| ja   | Datei hochladen | Bürgerhaus(sk) ObjektID: 101-13/0                     | Beblavého ul. 2 Standort KG: Staré Mesto Konskr.Nr.: 286                                                        | nárožný                                                    | Eckhaus in der Straße Beblavého ulica 2. | č. NKP: 101-13/0 Stand des NKP: 2012-02-08 Name: DOM MEŠTIANSKY              |
| ja   | Datei hochladen | Bürgerhaus(sk) ObjektID: 101-12/0                     | Beblavého ul. 4 Standort KG: Staré Mesto Konskr.Nr.: 287,4825                                                   | radový                                                     | Bürger- und Reihenhaus in der Straße Beblavého 4. | č. NKP: 101-12/0 Stand des NKP: 2012-02-08 Name: DOM MEŠTIANSKY              |
| ja   | Datei hochladen | Bürgerhaus(sk) ObjektID: 101-10/0                     | Beblavého ul. 6 Standort KG: Staré Mesto Konskr.Nr.: 288                                                        | radový                                                     | Bürger- und Reihenhaus in der Straße Beblavého ulica 6. | č. NKP: 101-10/0 Stand des NKP: 2012-02-08 Name: DOM MEŠTIANSKY              |
| ja   | Datei hochladen | Bürgerhaus(sk) ObjektID: 101-6/0                      | Beblavého ul. 7 (Zámocké schody) Standort KG: Staré Mesto Konskr.Nr.: 296,100193                                | radový                                                     | Bürger- und Reihenhaus in den Straßen Beblavého ulica 7 und Zámocké schody. | č. NKP: 101-6/0 Stand des NKP: 2012-02-08 Name: DOM MEŠTIANSKY               |
| ja   | Datei hochladen | Bürgerhaus(sk) ObjektID: 101-9/0                      | Beblavého ul. 8 Standort KG: Staré Mesto Konskr.Nr.: 289                                                        | priechodový, radový                                        | Bürger-, Reihenhaus mit Durchgang in der Straße Beblavého ulica 8. | č. NKP: 101-9/0 Stand des NKP: 2012-02-08 Name: DOM MEŠTIANSKY               |
| ja   | Datei hochladen | Bürgerhaus(sk) ObjektID: 101-8/0                      | Beblavého ul. 9 (Zámocké schody st. č. 4) Standort KG: Staré Mesto Konskr.Nr.: 295                              | radový                                                     | Bürgerhaus, Reihenhaus in den Straßen Beblavého ulica 9 und Zámocké schody 4. | č. NKP: 101-8/0 Stand des NKP: 2012-02-08 Name: DOM MEŠTIANSKY               |
| ja   | Datei hochladen | Bürgerhaus(sk) ObjektID: 101-7/0                      | Beblavého ul. 10 Standort KG: Staré Mesto Konskr.Nr.: 290                                                       | priechodový, radový                                        | Bürger-, Durchgangs- und Reihenhaus in Straße der Beblavého ulica 10. | č. NKP: 101-7/0 Stand des NKP: 2012-02-08 Name: DOM MEŠTIANSKY               |
| ja   | Datei hochladen | Bürgerhaus(sk) ObjektID: 101-5/0                      | Beblavého ul. 12 Standort KG: Staré Mesto Konskr.Nr.: 227                                                       | priechodový, radový                                        | Bürger- und Reihenhaus mit Durchgang in der Straße Beblavého ulica 12. | č. NKP: 101-5/0 Stand des NKP: 2012-02-08 Name: DOM MEŠTIANSKY               |
| ja   | Datei hochladen | Bürgerhaus(sk) ObjektID: 101-4/0                      | Beblavého ul. 14 Standort KG: Staré Mesto Konskr.Nr.: 229                                                       | radový                                                     | Bürger- und Reihenhaus in der Straße Beblavého ulica 14. | č. NKP: 101-4/0 Stand des NKP: 2012-02-08 Name: DOM MEŠTIANSKY               |
| ja   | Datei hochladen | Wohnhaus(sk) ObjektID: 101-455/0                      | Bela Mateja ul. 2 Standort KG: Staré Mesto Konskr.Nr.: 843                                                      | nárožný, nájomný dom                                       | Wohn-, Miets- und Eckhaus in der Straße Mateja Bela 2. | č. NKP: 101-455/0 Stand des NKP: 2012-02-08 Name: DOM BYTOVÝ                 |
| ja   | Datei hochladen | Wohnhaus(sk) ObjektID: 101-456/0                      | Bela Mateja ul. 4 Standort KG: Staré Mesto Konskr.Nr.: 844                                                      | radový nájomný dom                                         | Wohn-, Miets- und Reihenhaus in der Straße Mateja Bela 4. | č. NKP: 101-456/0 Stand des NKP: 2012-02-08 Name: DOM BYTOVÝ                 |
| ja   | Datei hochladen | Wohnhaus(sk) ObjektID: 101-453/0                      | Bela Mateja ul. 5 Standort KG: Staré Mesto Konskr.Nr.: 1841                                                     | schodiskový, radový, nájomný dom, konzervatórium           | Eine Art der Disposition eines Wohnhauses, mit mehreren Etagen und deren inneren Kommunikationen, welche sich in Richtung Treppenhaus konzentrieren, so dass einzelne Wohnungen direkt vom Podest zugänglich sind. Wohn-, Reihen- und Mietshaus, Konservatorium in der Straße Mateja Bela 5.                                                                  | č. NKP: 101-453/0 Stand des NKP: 2012-02-08 Name: DOM BYTOVÝ                 |
| ja   | Datei hochladen | Wohnhaus(sk) ObjektID: 101-457/0                      | Bela Mateja ul. 6 Standort KG: Staré Mesto Konskr.Nr.: 845                                                      | radový nájomný dom                                         | Wohn-, Reihen- und Mietshaus in der Straße Mateja Bela 6. | č. NKP: 101-457/0 Stand des NKP: 2012-02-08 Name: DOM BYTOVÝ                 |
| ja   | Datei hochladen | Wohnhaus(sk) ObjektID: 101-454/0                      | Bela Mateja ul. 7 (Gunduličova ul.) Standort KG: Staré Mesto Konskr.Nr.: 100842                                 | schodiskový, nárožný, nájomný dom                          | Eine Art der Disposition eines Wohnhauses, mit mehreren Etagen und deren inneren Kommunikationen, welche sich in Richtung Treppenhaus konzentrieren, so dass einzelne Wohnungen direkt vom Podest zugänglich sind. Wohn-, Eck- und Mietshaus in der Straße Mateja Bela 7 und Gunduličova ulica.                                                               | č. NKP: 101-454/0 Stand des NKP: 2012-02-08 Name: DOM BYTOVÝ                 |
| ja   | Datei hochladen | Wohnhaus(sk) ObjektID: 101-458/0                      | Bela Mateja ul. 8 Standort KG: Staré Mesto Konskr.Nr.: 100846                                                   | nárožný, nájomný dom                                       | Wohn-, Reihen- und Mietshaus in der Straße Mateja Bela 8. | č. NKP: 101-458/0 Stand des NKP: 2012-02-08 Name: DOM BYTOVÝ                 |
| ja   | Datei hochladen | Kirche(sk) Sankt-Elisabeth-Kirche ObjektID: 101-256/1 | Bezručova ul. 2 Standort KG: Staré Mesto Konskr.Nr.: 4543                                                       | r. k. sv. Alžbety, Modrý kostolík                          | Die nach ihrer Farbe genannte römisch-katholische Blaue Kirche der Heiligen Elisabeth entstand 1907/08 nach den Plänen von Ödön Lechner. Sie ist in den Formen des ungarischen Secessionsstils gehalten. | č. NKP: 101-256/1 Stand des NKP: 2012-02-08 Name: KOSTOL                     |
| ja   | Datei hochladen | Pfarrhaus(sk) ObjektID: 101-256/2                     | Bezručova ul. 2 Standort KG: Staré Mesto Konskr.Nr.: 4543                                                       | r. k. sv. Alžbety                                          | Pfarrhaus der Kirche der Heiligen Elisabeth in der Straße Bezručova ulica 2. | č. NKP: 101-256/2 Stand des NKP: 2012-02-08 Name: FARA                       |
| ja   | Datei hochladen | Krankenhaus mit Poliklinik(sk) ObjektID: 101-10458/0  | Bezručova ul. 3 KG: Staré Mesto Konskr.Nr.: 2530                                                                | nárožná, Zemská poisťovňa                                  | Eckhausartig, Versicherung Zemská poisťovňa. | č. NKP: 101-10458/0 Stand des NKP: 2012-02-08 Name: NEMOCNICA S POLIKLINIKOU |
| ja   | Datei hochladen | Krankenhaus mit Poliklinik(sk) ObjektID: 101-10459/0  | Bezručova ul. 5 (Dobrovičova ul., Lomonosova ul.) KG: Staré Mesto Konskr.Nr.: 2531                              | nárožná, Poliklinika Bezručova                             | Eckhausartige Poliklinik Bezručova in der Straße Bezručova ulica 5 (und Dobrovičova ulica und Lomonosova ulica). | č. NKP: 101-10459/0 Stand des NKP: 2012-02-08 Name: NEMOCNICA S POLIKLINIKOU |
| ja   | Datei hochladen | Bürgerhaus(sk) ObjektID: 101-227/0                    | Biela ul. 3 KG: Staré Mesto Konskr.Nr.: 100421                                                                  | radový                                                     | Reihen- und Bürgerhaus in der Straße Biela ulica 3. | č. NKP: 101-227/0 Stand des NKP: 2012-02-08 Name: DOM MEŠTIANSKY             |
| ja   | Datei hochladen | Bürgerhaus(sk) ObjektID: 101-228/0                    | Biela ul. 6 Standort KG: Staré Mesto Konskr.Nr.: 419                                                            | prejazdový, radový                                         | Reihen- und Bürgerhaus mit Durchgang. Es ist dort ein Museum des Bildhauers Arthur Fleischmann (* 1896; † 1990), der hier lebte, eingerichtet. Das Haus steht in der Straße Biela ulica 6. | č. NKP: 101-228/0 Stand des NKP: 2012-02-08 Name: DOM MEŠTIANSKY             |
| ja   | Datei hochladen | Gedenktafel I.(sk) ObjektID: 101-288/1                | Björnsonova ul. 2 (na fasáde nad prejazdom) Standort KG: Staré Mesto Konskr.Nr.:                                | Björnson Björn; 1832-1910, spisovateľ                      | Gedenktafel an den Schriftsteller Bjørnstjerne Bjørnson (* 1832; † 1910) an der Fassade über der Durchfahrt in der Straße Björnsonova ulica 2. | č. NKP: 101-288/1 Stand des NKP: 2012-02-08 Name: TABUĽA PAMÄTNÁ I.          |
| ja   | Datei hochladen | Gedenktafel II.(sk) ObjektID: 101-288/2               | Björnsonova ul. 2 (na fasáde, prejazd vpravo) Standort KG: Staré Mesto Konskr.Nr.:                              | oválna, nápisová vpravo; nápisová tabuľa B. Björnson       | Ovales Gedenktafel mit Schrift an den Schriftsteller Bjørnstjerne Bjørnson (* 1832; † 1910), an der Fassade rechts von der Durchfahrt in der Straße Björnsonova ulica 2. | č. NKP: 101-288/2 Stand des NKP: 2012-02-08 Name: TABUĽA PAMÄTNÁ II.         |
| ja   | Datei hochladen | Gedenktafel III.(sk) ObjektID: 101-288/3              | Björnsonova ul. 2 (na fasáde, prejazd vľavo) Standort KG: Staré Mesto Konskr.Nr.:                               | oválna, nápisová vľavo; nápisová tabuľa B. Björnson        | Gedenktafel an den Schriftsteller Bjørnstjerne Bjørnson (* 1832; † 1910) an der Fassade, links von der Durchfahrt in der Straße Björnsonova ulica 2. | č. NKP: 101-288/3 Stand des NKP: 2012-02-08 Name: TABUĽA PAMÄTNÁ III.        |
| ja   | Datei hochladen | Elektrische Mühle(sk) ObjektID: 101-814/0             | Cesta na Červený most 6 (južne od Červeného mosta) Standort KG: Staré Mesto Konskr.Nr.: 3946                    | parný, Kühmayerova továreň, 7. mlyn                        | Dampf- und Elektromühle, südlich der Brücke Červený most, Fabrik Kühmayerova továreň, die 7-te Mühle. | č. NKP: 101-814/0 Stand des NKP: 2012-02-08 Name: MLYN ELEKTRICKÝ            |
| ja   | Datei hochladen | Wohnhaus(sk) ObjektID: 101-786/0                      | Čajkovského ul. 7 (v centre PZ) Standort KG: Staré Mesto Konskr.Nr.: 102995                                     | schodiskový, radový, bytový dom                            | Eine Art der Disposition eines Wohnhauses, mit mehreren Etagen und deren inneren Kommunikationen, welche sich in Richtung Treppenhaus konzentrieren, so dass einzelne Wohnungen direkt vom Podest zugänglich sind. Reihen- und Wohnhaus im Zentrum der denkmalgeschützten Zone in der Straße Čajkovského ulica 7.                                             | č. NKP: 101-786/0 Stand des NKP: 2012-02-08 Name: DOM BYTOVÝ                 |
| ja   | Datei hochladen | Wohnhaus(sk) ObjektID: 101-787/0                      | Čajkovského ul. 8 Standort KG: Staré Mesto Konskr.Nr.: 2996                                                     | schodiskový, nárožný                                       | Eine Art der Disposition eines Wohnhauses, mit mehreren Etagen und deren inneren Kommunikationen, welche sich in Richtung Treppenhaus konzentrieren, so dass einzelne Wohnungen direkt vom Podest zugänglich sind. Eck- und Wohnhaus in der Straße Čajkovského ulica 8.                                                                                       | č. NKP: 101-787/0 Stand des NKP: 2012-02-08 Name: DOM BYTOVÝ                 |
| ja   | Datei hochladen | Wohnhaus(sk) ObjektID: 101-789/0                      | Čajkovského ul. 10 (v centre PZ) Standort KG: Staré Mesto Konskr.Nr.: 3000                                      | schodiskový, radový nájomný dom                            | Eine Art der Disposition eines Wohnhauses, mit mehreren Etagen und deren inneren Kommunikationen, welche sich in Richtung Treppenhaus konzentrieren, so dass einzelne Wohnungen direkt vom Podest zugänglich sind. Reihen- und Mietshaus im Zentrum der denkmalgeschützten Zone in der Straße Čajkovského ulica 10.                                           | č. NKP: 101-789/0 Stand des NKP: 2012-02-08 Name: DOM BYTOVÝ                 |
| ja   | Datei hochladen | Villa(sk) ObjektID: 101-452/1                         | Čapkova ul. 1 (na Z strane ulice) KG: Staré Mesto Konskr.Nr.: 103248                                            | schodisková, solitér; vila A. Brunovského                  | Eine Art der Disposition einer Villa, mit mehreren Etagen und deren inneren Kommunikationen, welche sich in Richtung Treppenhaus konzentrieren, so dass einzelne Räume direkt vom Podest zugänglich sind. Solitäre Villa Albína Brunovského an der westlichen Seite der Straße Čapkova ulica 1.                                                               | č. NKP: 101-452/1 Stand des NKP: 2012-02-08 Name: VILA                       |
|      | Datei hochladen | Garten(sk) ObjektID: 101-452/2                        | Čapkova ul. 1 KG: Staré Mesto Konskr.Nr.: 103248                                                                | vilová záhrada                                             | Garten der Villa in der Straße Čapkova ulica 1. | č. NKP: 101-452/2 Stand des NKP: 2012-02-08 Name: ZÁHRADA                    |
| ja   | Datei hochladen | Wohnhaus(sk) ObjektID: 101-11726/0                    | Čelakovského ul. 2 (nárožie Tvarožkovej ul.) KG: Staré Mesto Konskr.Nr.: 1388                                   | schodiskový, solitér                                       | Eine Art der Disposition eines Wohnhauses, mit mehreren Etagen und deren inneren Kommunikationen, welche sich in Richtung Treppenhaus konzentrieren, so dass einzelne Wohnungen direkt vom Podest zugänglich sind. solitäres Wohnhaus in der Straße Čelakovského ulica 2 (Ecke Tvarožková ulica).                                                             | č. NKP: 101-11726/0 Stand des NKP: 2012-02-08 Name: DOM BYTOVÝ               |
|      | Datei hochladen | Kesselhaus(sk) ObjektID: 101-11561/1                  | Čulenova ul. 7 KG: Staré Mesto Konskr.Nr.: 6067                                                                 | uholná pôvodná kotolňa s násypníkmi                        | Ursprüngliches Kohlenkesselhaus mit Ladetrichtern in der Straße Čulenova ulica 7. | č. NKP: 101-11561/1 Stand des NKP: 2012-02-08 Name: KOTOLŇA                  |
|      | Datei hochladen | Turbinenhalle(sk) ObjektID: 101-11561/2               | Čulenova ul. 7 KG: Staré Mesto Konskr.Nr.: 6067                                                                 | pôvodná turbínová hala                                     | Ursprüngliche Turbinenhalle in der Straße Čulenova ulica 7. | č. NKP: 101-11561/2 Stand des NKP: 2012-02-08 Name: HALA TURBÍNOVÁ           |
| ja   | Datei hochladen | Wohnhaus(sk) ObjektID: 101-560/0                      | Dobrovičova ul. 2 (Tobrucká 5) Standort KG: Staré Mesto Konskr.Nr.: 121                                         | radový, nájomný dom                                        | Reihen- und Wohnhaus in der Straße Dobrovičova ulica 2 und Tobrucká 5. | č. NKP: 101-560/0 Stand des NKP: 2012-02-08 Name: DOM BYTOVÝ                 |
| ja   | Datei hochladen | Wohnhaus(sk) ObjektID: 101-561/0                      | Dobrovičova ul. 4 Standort KG: Staré Mesto Konskr.Nr.: 120                                                      | schodiskový, radový, nájomný dom                           | Eine Art der Disposition eines Wohnhauses, mit mehreren Etagen und deren inneren Kommunikationen, welche sich in Richtung Treppenhaus konzentrieren, so dass einzelne Wohnungen direkt vom Podest zugänglich sind. Wohn-, Reihen- und Mietshaus in der Straße Dobrovičova ulica 4.                                                                            | č. NKP: 101-561/0 Stand des NKP: 2012-02-08 Name: DOM BYTOVÝ                 |
| ja   | Datei hochladen | Wohnhaus(sk) ObjektID: 101-579/0                      | Dobrovičova ul. 6 Standort KG: Staré Mesto Konskr.Nr.: 119                                                      | radový, nájomný dom                                        | Wohn-, Reihen- und Mietshaus in der Straße Dobrovičova ulica 6. | č. NKP: 101-579/0 Stand des NKP: 2012-02-08 Name: DOM BYTOVÝ                 |
| ja   | Datei hochladen | Wohnhaus(sk) ObjektID: 101-559/0                      | Dobrovičova ul. 9 Standort KG: Staré Mesto Konskr.Nr.: 129                                                      | chodbový, nárožný, nájomný dom                             | Gang-, Eck- und Wohnhaus in der Straße Dobrovičova ulica 9. | č. NKP: 101-559/0 Stand des NKP: 2012-02-08 Name: DOM BYTOVÝ                 |
| ja   | Datei hochladen | Wohnhaus(sk) ObjektID: 101-580/0                      | Dobrovičova ul. 10 (Bezručova ul.) Standort KG: Staré Mesto Konskr.Nr.: 117,100117                              | schodiskový, pavlačový, nárožný, nájomný dom               | Eine Art der Disposition eines Wohnhauses, mit mehreren Etagen und deren inneren Kommunikationen, welche sich in Richtung Treppenhaus konzentrieren, so dass einzelne Wohnungen direkt vom Podest zugänglich sind. Laubengangartiges Eck-, Miets- und Wohnhaus in der Straße Dobrovičova ulica 10 und Bezručova ulica.                                        | č. NKP: 101-580/0 Stand des NKP: 2012-02-08 Name: DOM BYTOVÝ                 |
| ja   | Datei hochladen | Wohnhaus(sk) ObjektID: 101-10478/0                    | Dobrovičova ul. 16 (Klemensova ul.) Standort KG: Staré Mesto Konskr.Nr.: 114,100114                             | schodiskový, nárožný                                       | Eine Art der Disposition eines Wohnhauses, mit mehreren Etagen und deren inneren Kommunikationen, welche sich in Richtung Treppenhaus konzentrieren, so dass einzelne Wohnungen direkt vom Podest zugänglich sind. Eck- und Wohnhaus in der Straße Dobrovičova ulica 16 und Klemensova ulica.                                                                 | č. NKP: 101-10478/0 Stand des NKP: 2012-02-08 Name: DOM BYTOVÝ               |
| ja   | Datei hochladen | Verwaltungsgebäude(sk) ObjektID: 101-338/1            | Dostojevského rad 1 Standort KG: Staré Mesto Konskr.Nr.: 2543                                                   | Šmidke Karol; Coburgov palác                               | Verwaltungsgebäude, Palais Coburg in der Straße Dostojevského rad 1. Politiker Karol Šmidke. | č. NKP: 101-338/1 Stand des NKP: 2012-02-08 Name: BUDOVA ADMINISTRATÍVNA     |
|      | Datei hochladen | Gedenktafel(sk) ObjektID: 101-338/2                   | Dostojevského rad 1 (vpravo od vchodu) KG: Staré Mesto Konskr.Nr.: 2543                                         | Šmidke Karol; 1897-1952, politik                           | Gedenktafel des Politikers Karol Šmidke (* 1897; † 1952), Eingang, rechte Seite. | č. NKP: 101-338/2 Stand des NKP: 2012-02-08 Name: TABUĽA PAMÄTNÁ             |
| ja   | Datei hochladen | Kunstverein(sk) ObjektID: 101-268/1                   | Dostojevského rad 2 Standort KG: Staré Mesto Konskr.Nr.: 4533                                                   | solitér, Umelecká beseda                                   | Alleinstehendes Gebäude, Kunstverein in der Straße Dostojevského rad 2. | č. NKP: 101-268/1 Stand des NKP: 2012-02-08 Name: UMELECKÁ BESEDA            |
| ja   | Datei hochladen | Gedenktafel(sk) ObjektID: 101-268/2                   | Dostojevského rad 2 (vo vestibule) Standort KG: Staré Mesto Konskr.Nr.: 4533                                    | padlí umelci;                                              | Gedenktafel an die gefallenen Künstler in der Eingangshalle des Gebäudes in der Straße Dostojevského rad 2. | č. NKP: 101-268/2 Stand des NKP: 2012-02-08 Name: TABUĽA PAMÄTNÁ             |
| ja   | Datei hochladen | Wohnhaus(sk) ObjektID: 101-10468/0                    | Dostojevského rad 13 Standort KG: Staré Mesto Konskr.Nr.: 2547                                                  | radový                                                     | Reihen- und Wohnhaus in der Straße Dostojevského rad 13. | č. NKP: 101-10468/0 Stand des NKP: 2012-02-08 Name: DOM BYTOVÝ               |
| ja   | Datei hochladen | Schule(sk) ObjektID: 101-717/0                        | Dunajská ul. 13 (Rajská ul.) Standort KG: Staré Mesto Konskr.Nr.: 2290                                          | chodbová, nárožná, maďarské gymnázium                      | Gangartig, eckhausartig, ungarisches Gymnasium in der Straße Dunajská ulica 13 und Rajská ulica. | č. NKP: 101-717/0 Stand des NKP: 2012-02-08 Name: ŠKOLA                      |
| ja   | Datei hochladen | Wohnhaus(sk) ObjektID: 101-10469/0                    | Dunajská ul. 30 Standort KG: Staré Mesto Konskr.Nr.: 2316                                                       | radový                                                     | Reihen- und Wohnhaus in der Straße Dunajská ulica 30. | č. NKP: 101-10469/0 Stand des NKP: 2012-02-08 Name: DOM BYTOVÝ               |
| ja   | Datei hochladen | Wohnhaus(sk) ObjektID: 101-10470/0                    | Dunajská ul. 32 (Klemensova ul.) Standort KG: Staré Mesto Konskr.Nr.: 2317                                      | pavlačový, nárožný                                         | Laubengangartiges Eck- und Wohnhaus in der Straße Dunajská ulica 32 und Klemensova ulica. | č. NKP: 101-10470/0 Stand des NKP: 2012-02-08 Name: DOM BYTOVÝ               |
| ja   | Datei hochladen | Vereinshaus(sk) ObjektID: 101-271/1                   | Dunajská ul. 36 Standort KG: Staré Mesto Konskr.Nr.: 2329                                                       | 1. zjazd S.S.D.U., Bábkové divadlo, robotnícky dom         | Vereinshaus, Arbeiterhaus, Puppentheater, 1. Versammlung der S.S.D.U. | č. NKP: 101-271/1 Stand des NKP: 2012-02-08 Name: DOM SPOLKOVÝ               |
| ja   | Datei hochladen | Gedenktafel(sk) ObjektID: 101-271/2                   | Dunajská ul. 36 (na fasáde) Standort KG: Staré Mesto Konskr.Nr.: 2329                                           | FRTJ; Pamätná tabula FRTJ                                  | Gedenktafel an den ehemaligen föderativen Arbeitersportverein Federatívna robotnícka telovýchovná jednota an der Fassade des Hauses. | č. NKP: 101-271/2 Stand des NKP: 2012-02-08 Name: TABUĽA PAMÄTNÁ             |
| ja   | Datei hochladen | Vereinshaus(sk) ObjektID: 101-269/1                   | Dunajská ul. 39 (29. augusta ul.) Standort KG: Staré Mesto Konskr.Nr.: 104520                                   | nárožný, Dom typografov                                    | Eck-, Vereinshaus, Haus der Typographen. | č. NKP: 101-269/1 Stand des NKP: 2012-02-08 Name: DOM SPOLKOVÝ               |
| ja   | Datei hochladen | Gedenktafel(sk) ObjektID: 101-269/2                   | Dunajská ul. 39 (na fasáde) Standort KG: Staré Mesto Konskr.Nr.: 104520                                         | spolok typografov; PT spolku typografov                    | Vereinshaus der Typographen, Gedenktafel an den Typographenverein an der Fassade des Hauses. | č. NKP: 101-269/2 Stand des NKP: 2012-02-08 Name: TABUĽA PAMÄTNÁ             |
| ja   | Datei hochladen | Verwaltungsgebäude(sk) ObjektID: 101-570/0            | Fajnorovo nábr. 1 (Gondova 2, Vajanského 12) Standort KG: Staré Mesto Konskr.Nr.: 51                            | chodbová, nárožná, Vládna budova, filozofická fak.         | Gangartig, Eckhaus, Regierungsgebäude, Philosophische Fakultät an der Uferpromenade Fajnorovo nábrežie 1 und in der Straße Gondova ulica 2 und Vajanského ulica 12. | č. NKP: 101-570/0 Stand des NKP: 2012-02-08 Name: BUDOVA ADMINISTRATÍVNA     |
| ja   | Datei hochladen | Verwaltungsgebäude(sk) ObjektID: 101-571/0            | Fajnorovo nábr. 3 Standort KG: Staré Mesto Konskr.Nr.:                                                          | FFUK; Vládna budova                                        | Philosophische Fakultät der Comenius-Universität, Regierungsgebäude an der Uferpromenade Fajnorovo nábrežie 3. | č. NKP: 101-571/0 Stand des NKP: 2012-02-08 Name: BUDOVA ADMINISTRATÍVNA     |
| ja   | Datei hochladen | Schule(sk) ObjektID: 101-572/0                        | Fajnorovo nábr. 5 (L breh Dunaja, pri SNM) Standort KG: Staré Mesto Konskr.Nr.: 52                              | priemyselná stredná priemyselná škola                      | Industrie-Mittelschule auf dem linken Donauufer neben dem Slowakischen Nationalmuseum auf der Uferpromenade Fajnorovo nábrežie 5. | č. NKP: 101-572/0 Stand des NKP: 2012-02-08 Name: ŠKOLA STREDNÁ              |
| ja   | Datei hochladen | Wohnhaus(sk) ObjektID: 101-784/0                      | Ferienčíkova ul. 3 (JV čast PZ) KG: Staré Mesto Konskr.Nr.: 2441                                                | schodiskový, radový, nájomný dom                           | Eine Art der Disposition eines Wohnhauses, mit mehreren Etagen und deren inneren Kommunikationen, welche sich in Richtung Treppenhaus konzentrieren, so dass einzelne Wohnungen direkt vom Podest zugänglich sind. Reihen-, Wohn- und Mietshaus in der Straße Ferienčíkova ulica 3 an der süd-östlichen Seite der denkmalgeschützten Zone.                    | č. NKP: 101-784/0 Stand des NKP: 2012-02-08 Name: DOM BYTOVÝ                 |
| ja   | Datei hochladen | Wohnhaus(sk) ObjektID: 101-785/0                      | Ferienčíkova ul. 6 (JV čast PZ) KG: Staré Mesto Konskr.Nr.: 102432                                              | schodiskový, radový, nájomný dom                           | Eine Art der Disposition eines Wohnhauses, mit mehreren Etagen und deren inneren Kommunikationen, welche sich in Richtung Treppenhaus konzentrieren, so dass einzelne Wohnungen direkt vom Podest zugänglich sind. Reihen-, Wohn- und Mietshaus an der süd-östlichen Seite der denkmalgeschützten Zone, in der Straße Ferienčíkova ulica 6.                   | č. NKP: 101-785/0 Stand des NKP: 2012-02-08 Name: DOM BYTOVÝ                 |
| ja   | Datei hochladen | Kirche(sk) Blumenthaler Kirche ObjektID: 101-302/0    | Floriánske nám. Standort KG: Staré Mesto Konskr.Nr.:                                                            | r. k. Nanebovzatia P. M., farský kostol Nanebovzatia P. M. | Römisch-katholische Himmelfahrtskirche der Jungfrau Maria Blumentálsky kostol auf dem Platz Floriánske námestie. | č. NKP: 101-302/0 Stand des NKP: 2012-02-08 Name: KOSTOL                     |
| ja   | Datei hochladen | Statue auf Säule(sk) ObjektID: 101-303/0              | Floriánske nám. KG: Staré Mesto Konskr.Nr.:                                                                     | sv. Florián; Súsošie sv. Floriána                          | Statue des hl. Florian auf einer Säule. | č. NKP: 101-303/0 Stand des NKP: 2012-02-08 Name: SOCHA NA STĹPE             |
| ja   | Datei hochladen | Wohnhaus(sk) ObjektID: 101-445/1                      | Fraňa Kráľa ul. 1 (Lermontovova ul.) Standort KG: Staré Mesto Konskr.Nr.: 100997                                | chodbový, nárožný, solitér                                 | Gangartiges, alleinstehendes Eckhaus in der Straße Fraňa Kráľa 1 und Straße Lermontovova ulica. | č. NKP: 101-445/1 Stand des NKP: 2012-02-08 Name: DOM BYTOVÝ                 |
| ja   | Datei hochladen | Garten(sk) ObjektID: 101-445/2                        | Fraňa Kráľa ul. 1 (Lermontovova ul.) Standort KG: Staré Mesto Konskr.Nr.: 100997                                |                                                            | Garten in der Straße Fraňa Kráľa 1 und Straße Lermontovova ulica. | č. NKP: 101-445/2 Stand des NKP: 2012-02-08 Name: ZÁHRADA                    |
| ja   | Datei hochladen | Villa(sk) ObjektID: 101-446/1                         | Fraňa Kráľa ul. 5 Standort KG: Staré Mesto Konskr.Nr.: 971                                                      | radová, solitér                                            | Solitäre Reihenvilla in der Straße Fraňa Kráľa 5. | č. NKP: 101-446/1 Stand des NKP: 2012-02-08 Name: VILA                       |
| ja   | Datei hochladen | Garten(sk) ObjektID: 101-446/2                        | Fraňa Kráľa ul. 5 Standort KG: Staré Mesto Konskr.Nr.: 971                                                      |                                                            | Garten in der Straße Fraňa Kráľa 5. | č. NKP: 101-446/2 Stand des NKP: 2012-02-08 Name: ZÁHRADA                    |
| ja   | Datei hochladen | Mahnmal(sk) ObjektID: 101-11396/0                     | Francúzskych partizánov ul. (Murmanská výšina, Hors) Standort KG: Staré Mesto Konskr.Nr.:                       | padlí I. sv. v., Pomník s levmi                            | Mahnmal für die Gefallenen des Ersten Weltkrieges, mit Löwen in der Straße Francúzskych partizánov auf der Anhöhe Murmanská výšina. | č. NKP: 101-11396/0 Stand des NKP: 2012-02-08 Name: PAMÄTNÍK                 |
| ja   | Datei hochladen | Bürgerhaus(sk) ObjektID: 101-187/0                    | Františkánska ul. 1 Standort KG: Staré Mesto Konskr.Nr.: 423                                                    | nárožný                                                    | Eckhaus | č. NKP: 101-187/0 Stand des NKP: 2012-02-08 Name: DOM MEŠTIANSKY             |
| ja   | Datei hochladen | Bürgerhaus(sk) ObjektID: 101-188/0                    | Františkánska ul. 3 Standort KG: Staré Mesto Konskr.Nr.: 424                                                    | radový, Husitský dom                                       | Reihenhaus, Bürgerhaus, Husitenhaus in der Straße | č. NKP: 101-188/0 Stand des NKP: 2012-02-08 Name: DOM MEŠTIANSKY             |
| ja   | Datei hochladen | Denkmal(sk) ObjektID: 101-15/0                        | Františkánske nám. (pred domom č. 7) Standort KG: Staré Mesto Konskr.Nr.:                                       | Kolísek Alois; 1868-1931, hist. um.                        | Denkmal für den historischen Künstler Alois Kolísek (* 1868; † 1931) auf dem Platz Františkánske námestie vor dem Haus Nummer 7. | č. NKP: 101-15/0 Stand des NKP: 2012-02-08 Name: POMNÍK                      |
| ja   | Datei hochladen | Statue auf Säule(sk) ObjektID: 101-26/0               | Františkánske nám. (stred námestia) Standort KG: Staré Mesto Konskr.Nr.:                                        | Panna Mária-Immaculata; Mariánsky stĺp                     | Statue der unbefleckten Jungfrau Maria auf Mariensäule in der Mitte des Franziskanerplatzes. | č. NKP: 101-26/0 Stand des NKP: 2012-02-08 Name: SOCHA NA STĹPE              |
| ja   | Datei hochladen | Kirche(sk) Franziskanerkirche ObjektID: 101-24/2      | Františkánske nám. 1 Standort KG: Staré Mesto Konskr.Nr.:                                                       | r. k. Zvestovania P. M., františkánsky                     | Römisch-katholische Franziskanerkirche der Verkündigung der Jungfrau Maria auf dem Platz Františkánske námestie 1 (deutsch Franziskanerplatz). | č. NKP: 101-24/2 Stand des NKP: 2012-02-08 Name: KOSTOL                      |
| ja   | Datei hochladen | Franziskanerkloster(sk) ObjektID: 101-24/1            | Františkánske nám. 2 Standort KG: Staré Mesto Konskr.Nr.: 100407                                                | františkánsky                                              | Franziskanerkloster auf dem Platz Františkánske námestie 2 (deutsch Franziskanerplatz). | č. NKP: 101-24/1 Stand des NKP: 2012-02-08 Name: KLÁŠTOR FRANTIŠKÁNOV        |
| ja   | Datei hochladen | Bürgerhaus(sk) ObjektID: 101-17/0                     | Františkánske nám. 4 (vedľa jezuitského kostola) Standort KG: Staré Mesto Konskr.Nr.: 409                       | prejazdový, radový                                         | Bürgerhaus mit Durchfahrt, Reihenhaus neben der Jesuitenkirche auf dem Platz Františkánske námestie 4 (deutsch Franziskanerplatz). | č. NKP: 101-17/0 Stand des NKP: 2012-02-08 Name: DOM MEŠTIANSKY              |
| ja   | Datei hochladen | Kirche(sk) ObjektID: 101-23/0                         | Františkánske nám. 5 Standort KG: Staré Mesto Konskr.Nr.:                                                       | r. k. sv. Salvátora; Jezuitský kostol                      | Römische-katholische zum heiligen Salvator, Jesuitenkirche auf dem Platz Františkánske námestie 5 (deutsch Franziskanerplatz). | č. NKP: 101-23/0 Stand des NKP: 2012-02-08 Name: KOSTOL                      |
| ja   | Datei hochladen | Bürgerhaus(sk) ObjektID: 101-18/0                     | Františkánske nám. 7 KG: Staré Mesto Konskr.Nr.: 412                                                            | radový                                                     | Reihenhaus auf dem Platz Františkánske námestie 7 (deutsch Franziskanerplatz). | č. NKP: 101-18/0 Stand des NKP: 2012-02-08 Name: DOM MEŠTIANSKY              |
| ja   | Datei hochladen | Bürgerhaus(sk) ObjektID: 101-19/0                     | Františkánske nám. 8 Standort KG: Staré Mesto Konskr.Nr.: 413                                                   | prejazdový, radový                                         | Reihen-, Bürgerhaus mit Durchfahrt auf dem Platz Františkánske námestie 8 (deutsch Franziskanerplatz). | č. NKP: 101-19/0 Stand des NKP: 2012-02-08 Name: DOM MEŠTIANSKY              |
| ja   | Datei hochladen | Bürgerhaus(sk) ObjektID: 101-20/0                     | Františkánske nám. 9 Standort KG: Staré Mesto Konskr.Nr.: 414,413                                               | priechodový, nárožný, Himmelreich                          | Bürgerhaus mit Durchgang, Eckhaus, Himmelreich auf dem Platz Františkánske námestie 9 (deutsch Franziskanerplatz). | č. NKP: 101-20/0 Stand des NKP: 2012-02-08 Name: DOM MEŠTIANSKY              |
| ja   | Datei hochladen | Bürgerhaus(sk) ObjektID: 101-21/0                     | Františkánske nám. 10 Standort KG: Staré Mesto Konskr.Nr.: 415                                                  | prejazdový, radový, Veľkí františkáni                      | Bürgerhaus mit Durchgang, Reihenhaus, Die Großen Franziskaner auf dem Platz Františkánske námestie 10 (deutsch Franziskanerplatz). | č. NKP: 101-21/0 Stand des NKP: 2012-02-08 Name: DOM MEŠTIANSKY              |
| ja   | Datei hochladen | Stadtpalais(sk) Palais Mirbach ObjektID: 101-22/0     | Františkánske nám. 11 Standort KG: Staré Mesto Konskr.Nr.: 416                                                  | prejazdový, radový, Mirbachov palác                        | Mit Durchfahrt, Reihenpalais auf dem Platz Františkánske námestie 11 (deutsch Franziskanerplatz). Palais Mirbach wurde 1768-1770 erbaut und beherbergt heute die Städtische Galerie Bratislava. | č. NKP: 101-22/0 Stand des NKP: 2012-02-08 Name: PALÁC MESTSKÝ               |

## Legende
Die Tabelle enthält im Einzelnen folgende Informationen:
| Foto:                    | Fotografie des Denkmals. |
| Denkmal / č. ÚZPF:       | Die Übersetzung der Bezeichnung des Denkmals, wie sie vom Slowakischen Denkmalamt (Pamiatkový úrad Slovenskej republiky) verwendet wird. Die Originalbezeichnung ist unter dem Fragezeichen angegeben. Fehlt die Übersetzung, so wird die Originalbezeichnung direkt angezeigt. Weiters ist die Objekt-Identifikationsnummer (Objekt ID) angeführt. Sie ist die offizielle, in der Slowakei eindeutige Nummer č. ÚZPF inklusive der zugehörigen Zählnummer, wie sie in den Daten des Denkmalamtes angegeben wird. Da diese nur innerhalb eines Landkreises gezählt wird, ist dessen Nummer der Denkmalnummer vorangestellt. |
| Standort:                | Wenn in der Liste vorhanden, ist die Adresse angegeben. In Klammern kann sich noch eine zusätzliche Adresse befinden, wenn es beispielsweise ein Eckhaus ist. Bei freistehenden Objekten ohne Adresse (zum Beispiel bei Bildstöcken) ist eine Adresse angegeben, die in der Nähe des Objekts liegt. Durch Aufruf des Links Standort wird die Lage des Denkmals in verschiedenen Kartenprojekten angezeigt. Darunter sind die Katastralgemeinde (KG) und, wenn vorhanden, die Konskriptionsnummer (Konskr. Nr.) angegeben.                                                                                                   |
| Offizielle Beschreibung: | Es ist die Kurzbeschreibung auf Slowakisch, wie sie in den offiziellen Listen angegeben ist, eingetragen. |
| Beschreibung:            | Kurze Angaben zum Denkmal auf Deutsch. |
| Metadaten:               | Zusätzlich werden, wenn in den persönlichen Einstellungen das Helferlein Dauerhaftes Einblenden von Metadaten aktiviert ist, ebensolche angezeigt. |

- Karte mit allen Koordinaten:
- OSM |
- WikiMap